# Hamdi Nagguez
Hamdi Nagguez (ar. محمد أمين بن عمر, ur. 28 października 1992 w Menzel Kamel) – tunezyjski piłkarz grający na pozycji prawego obrońcy. Jest wychowankiem klubu Étoile Sportive du Sahel.

## Kariera piłkarska
Swoją karierę piłkarską Nagguez rozpoczął w klubie Étoile Sportive du Sahel. W 2012 roku awansował do pierwszego zespołu. 29 maja 2012 zadebiutował w nim w pierwszej lidze tunezyjskiej w przegranym 1:2 domowym meczu z Espérance Tunis. W sezonach 2013/2014 i 2014/2015 zdobywał Puchar Tunezji oraz został wicemistrzem kraju. W 2015 roku zdobył Puchar Konfederacji, a w 2016 roku został mistrzem Tunezji.
| Sezon   | Klub                     | Kraj    | Rozgrywki | Mecze | Gole |
| ------- | ------------------------ | ------- | --------- | ----- | ---- |
| 2012/13 | Étoile Sportive du Sahel | Tunezja | CLP-1     | 1     | 0    |
| 2013/14 | Étoile Sportive du Sahel | Tunezja | CLP-1     | 19    | 0    |
| 2014/15 | Étoile Sportive du Sahel | Tunezja | CLP-1     | 24    | 1    |
| 2015/16 | Étoile Sportive du Sahel | Tunezja | CLP-1     | 23    | 4    |
| 2016/17 | Étoile Sportive du Sahel | Tunezja | CLP-1     | 15    | 1    |

## Kariera reprezentacyjna
W reprezentacji Tunezji Nagguez zadebiutował 5 września 2015 roku w przegranym 0:1 meczu kwalifikacji do Mistrzostw Narodów Afryki 2016 z Liberią. W 2017 roku został powołany do kadry na Puchar Narodów Afryki 2017.